# 한왕기
한왕기(韓旺機, 1959년 10월 23일~)은 대한민국의 정치인이다. 제40대 강원도 평창군수(2018~2022)이다.

## 경력
- 1986: 평창군청
- 2003.10: 강원도 평창군 보건사업과장
- 2005.01~2008.07: 강원도 평창군 미탄면장
- 2008.07~2010.07: 강원도 평창군 방림면장
- 2010.07~2012.06: 강원도 평창군 용평면장
- 2012.06~2015.06: 강원도 평창군 진부면장
- 2015.06~2017.07: 강원도 평창군청 경제체육과장
- 2017.07~2017.10: 강원도 평창군보건의료원 원장
- 2018.07~2022.06: 제40대 민선 7기 강원도 평창군수(초선)

## 학력
- 평창용전초등학교
- 평창중학교
- 평창고등학교
- 신한대학교 임상병리과

## 전과
- 도로교통법위반: 벌금 1,500,000원 - 1997년 7월 11일 선고[1]

## 역대 선거 결과
|  | 50.05% |

|  | 39.13% |